# Guillaume IV de Sillé
Guillaume IV de Sillé, seigneur de Sillé. 

## Biographie
Guillaume IV de Sillé, dont la filiation n'est pas indiquée, mais est certaine quand même par la date des événements qui le concernent, prêta serment à Philippe-Auguste en mars 1203, consentit à l'échange d'une vigne que son père avait donnée à l'abbaye de Bellebranche (1209).
Il fut obligé à réparer le pressoir du prieur de Vallon qu'il avait rompu (1210). Guillaume fit un accord au sujet de la vairie de Saint-Remy avec le prieur du lieu (1213) ; fut reconnu chevalier banneret ; promit de garder l'abbé de Bellebranche, Guérin, dans la possession d'une vigne à Pocé, et assura aux hommes de l'abbaye pleine liberté dans ses terres (1215) ; il donna les coutumes du bourg de Tennie au prieur, et le chauffage, dans la forêt de Bercon, au prieur de Saint-Remy (1219). En 1216, il avait été garant de la fidélité du vicomte du Maine envers le roi de France, et fut invité, en 1226, au couronnement de saint Louis ; une charte simplement indiquée au Cartulaire de la Couture, en 1229, est de lui. On lui connaît deux sceaux de 1210 et 1215 : ils sont chargés de 3 lionceaux.
Il mourut probablement en 1237, époque où il fonda l'anniversaire de sa femme, de ses fils et de ses filles. Cette femme était Marguerite de Beaumont-au-Maine 
Ils eurent :
1. Guillaume ;
2. Jean, chevalier, cité dans une charte de l'abbaye de la Meilleraie, exécuteur testamentaire de Geoffroy de Châteaubriant par acte passé à Saint-Michel d'Angers (1262) ;
3. Une fille, mariée en 1231 à Herbert de Cucé ou de Tucé ;
4. Plusieurs fils ou filles morts en 1237, dont il fonda l'anniversaire en même temps que celui de sa femme.

## Source
- Abbé Angot, « Baronnie de Sillé », dans Bulletin de la Commission historique et archéologique de la Mayenne, 1920, n° 36, p. 135-152.